# قائمة الأفلام والمسلسلات الإسلامية
هذه قائمة بالأفلام والمسلسلات التلفزيونية من وجهة نظر إسلامية، والمتعلقة بالحضارة الإسلامية، أي الإسلام والتاريخ الإسلامي والثقافة الإسلامية، تميل أغلب الأفلام والمسلسلات إلى تصوير المرأة بالحجاب، وتتوفر معظمها مع ترجمات ودبلجة بلغات متعددة.

## مسلسلات
| المسلسل                           | المخرج                      | بلد الإنتاج              | تاريخ الإنتاج | عدد الحلقات | الموضوع الرئيسي | مصادر                       |
| --------------------------------- | --------------------------- | ------------------------ | ------------- | ----------- | --- | --------------------------- |
| أئمة الهدى                        | حمدي النبوي                 | مصر                      | 2005          | 16          | أصحاب كتب السنة، (البخاري)، (مسلم)، و (أبو داود)، و (النسائي)، و (ابن تيمية)، و (العز)                                         | [ 4 ] [ 5 ]                 |
| رسالة الإمام                      | محمد هشام                   | مصر                      | 2023          | 30          | يتمحور المسلسل حول عرض قصة الإمام محمد بن إدريس الشافعي ورحلته الى مصر.                                                        |                             |
| مسلسل قبضة الأحرار                | حسام حمدي أبو دان           | فلسطين                   | 2023          | 30          | تدور أحداث المسلسل بين المقاومة وقوات الاحتلال، و كيف يتم توظيف العملاء الفلسطينيين في قطاع غزة لصالح دولة الاحتلال،           | [ 6 ]                       |
| ابن تيمية                         | جلال غنيم                   | مصر                      | 1985          | ___         | يروي قصة العالم المسلم ابن تيمية،                                                                                              |                             |
| ابن ماجة                          | مصطفى الشال                 | مصر                      | 2000          |             | ابن ماجه | [ 7 ] [ 8 ]                 |
| أبناء الرشيد                      | شوقي الماجري                | الأردن                   | 2006          | 30          | الأمين والمأمون | [ 9 ]                       |
| أبو حيان التوحيدي                 | صلاح أبو هنود               | الأردن                   | 1995          |             | أبو حيان التوحيدي |                             |
| أصحاب الكهف                       | فرج الله سلحشور             | إيران                    | 1999          | 18 حلقة     | قصة أصحاب الكهف | [ 10 ]                      |
| الإمام ابن حنبل                   | عبد الباري أبو الخير        | قطر                      | 2017          | 31          | السيرة الذاتية لحياة الإمام أحمد بن حنبل رابع الأئمة                                                                           | [ 11 ]                      |
| الإمام الغزالي                    | إبراهيم الشوادي             | مصر                      | 2012          | 31          | سيرة حياة الإمام الراحل الشيخ (أبو حامد الغزالي)، مجدّد علوم الدين الإسلامي في القرن الخامس الهجري                              |                             |
| الإمام النسائي                    | مصطفى الشال                 | مصر                      | 2004          | 33          | أحمد بن شعيب النسائي | [ 12 ]                      |
| الحسن والحسين                     | عبد الباري أبو الخير        | إنتاج عربي مشترك         | 2011          | 31          | يروي حياة حفيدي الرسول الحسن والحسين وعلاقتهما بالصحابة                                                                        |                             |
| السلطان عبد الحميد                | سردار أكار                  | تركيا                    | 2017 - 2021   | 115         | وهو عن فترة حكم السلطان العثماني الرابع والثلاثين عبد الحميد الثاني من وجهة نظر التعديل التاريخي الإسلاموي.                    | [ 13 ]                      |
| الفتوحات الإسلامية                | ممدوح مراد                  | السعودية مصر             | 1981          |             | فتوحات الرسول صلى الله عليه وسلم                                                                                               |                             |
| الفرسان                           | حسام الدين مصطفى            | مصر                      | 1994          | 43          | بداية فترة المماليك في مصر ومعركة عين جالوت                                                                                    | [ 14 ]                      |
| القعقاع بن عمرو التميمي           | المثنى صبح                  | إنتاج عربي مشترك         | 2010          | 31          | الصحابي القعقاع التميمي ودوره في حروب الردة،                                                                                   |                             |
| المؤسس عثمان                      | محمد بوزداغ                 | تركيا                    | 2020          | 27          | الشيخ اديب علي والغازي عثمان الأول مؤسس الدولة العثمانية                                                                       |                             |
| إمام الدعاة                       | مصطفى الشال                 | مصر                      | 2003          | 30          | قصة حياة الشيخ محمد متولي الشعراوي                                                                                             | [ 15 ] [ 16 ] [ 17 ] [ 18 ] |
| بربروسا: سيف البحر الأبيض المتوسط | دوغان أوميت كاراج           | تركيا                    | 2021          |             | خير الدين بربروس عروج بربروس                                                                                                   |                             |
| بعثة الشهداء                      | جلال غنيم                   | الإمارات العربية المتحدة | 1981          |             | |                             |
| جلال الدين خوارزم شاه المنكبرتي   | محمد بوزداغ                 | أوزبكستان                | 2021          | 15          | جلال الدين منكبرتي |                             |
| جمال الدين الأفغاني               | جلال غنيم                   | الإمارات العربية المتحدة | 1984          |             | جمال الدين الأفغاني |                             |
| خالد بن الوليد                    | شركة المها                  | إنتاج عربي مشترك         | 2010          | 59          | سيرة خالد بن الوليد من بداية الفتوحات الإسلامية في بلاد فارس وتحرير ا من الحكم الروماني حتى فتح القدس                          | [ 19 ]                      |
| خيبر                              | محمد عزيزية                 | قطر                      | 2013          | 31          | غزوة خيبر | [ 20 ]                      |
| ربيع قرطبة                        | حاتم علي                    | سوريا · المغرب           | 2003          | 31          | الدولة الأموية في الأندلس، بنو عامر، ملوك الطوائف                                                                              | [ 21 ]                      |
| صقر قريش                          | حاتم علي                    | سوريا · المغرب           | 2002          | 30          | عبد الرحمن الداخل | [ 21 ]                      |
| صلاح الدين الايوبي                | حاتم علي                    | سوريا                    | 2001          | 30          | توحيد المسلمين وسحق الصليبين في معركة حطين                                                                                     |                             |
| عصر الأئمة                        | حسام الدين مصطفى            | مصر                      | 1997          | ___         | سيرة الأئمة الثلاثة | [ 22 ]                      |
| عمر                               | حاتم علي                    | إنتاج وعرض مشترك         | 2012          | 31          | عمر بن الخطاب | [ 23 ] [ 24 ]               |
| عمر بن عبد العزيز                 | أحمد توفيق                  | مصر                      | 1995          | 38          | | [ 22 ]                      |
| قضاة عظماء                        | محمد العمري                 | مصر سوريا                | 2017          | 31          | السيرة الذاتية لعشرة قضاة خلال فترة حكم الدولة العباسية                                                                        | [ 25 ]                      |
| قمر بني هاشم                      | محمد الشيخ نجيب             | سوريا                    | 2008          | 31          | سيرة محمد رسول الله | [ 20 ]                      |
| قيامة أرطغرل                      | محمد بوزداغ                 | تركيا                    | 2019          | 150         | مقدمات ودوافع تأسيس الدولة العثمانية من عرض سيرة حياة الغازي أرطغرل                                                            |                             |
| ليلة سقوط غرناطة                  | عباس أرناؤوط                | الإمارات العربية المتحدة | 1979          |             | |                             |
| فاتح القدس صلاح الدين الأيوبي     | سدات إنجي                   | تركيا                    | 2023          | 58          | حياة صلاح الدين الأيوبي وفتح القدس                                                                                             |                             |
| مريم المقدسة                      | شهريار بحراني               | إيران                    | 2002          | 12          | مريم العذراء البتول بنت عمران                                                                                                  | [ 26 ]                      |
| ملوك الطوائف                      | حاتم علي                    | سوريا · المغرب           | 2005          | 31          | الدولة الأموية في الأندلس، ملوك الطوائف                                                                                        | [ 21 ]                      |
| نزول الوحي Vahyin İzinde          | سامي سايدان وهاكان ج. يازجي | تركيا                    | 2014          | -           | فترة نزول الوحي على حضرة الرسول محمد صلى الله عليه وسلم                                                                        | [ 27 ] [ 28 ]               |
| نهضة السلاجقة العظمى              | ايمري كونوك                 | تركيا                    | 2020          | -           | نظام الملك قصة حياة الملك السلجوقي جلال الدولة ملك شاه ابن ألب أرسلان                                                          | [ 29 ] [ 30 ]               |
| هارون الرشيد                      | عبد الباري أبو الخير        | الإمارات العربية المتحدة | 2018          | 32          | هارون الرشيد |                             |
| يوسف الصديق                       | فرج الله سلحشور             | إيران                    | 2008          | 45          | قصة النبي يوسف بن يعقوب بن إسحاق                                                                                               |                             |
| فتح الأندلس                       | محمد سامي العنزي            | الكويت · سوريا           | 2022          | 30          | يحكي المسلسل قصة القائد الإسلامي طارق بن زياد خلال رحلة الفتح الإسلامي للأندلس أثناء ولاية موسى بن نصير في عهد الدولة الأموية. | [ 31 ]                      |
| يونس ايمره                        | محمد بوزداغ                 | تركيا                    | 2015          | 24          | حلقات متناغمة من الوعظ والدروس، بلقيها قاضي وشاعرومتصوف                                                                        | [ 32 ]                      |
| العارف بالله                      | مصطفى الشال                 | مصر                      | 2008          | 30          | حلقات عن حياة شيخ الأزهر السابق عبد الحليم محمود                                                                               |                             |

## أفلام
| الفيلم                       | المُلصَق الدعائي | إخراج                       | بلد الإنتاج     | تاريخ الإنتاج | مدة العرض | الموضوع الرئيسي                                                | مصـــادر      |
| ---------------------------- | -------------- | --------------------------- | --------------- | ------------- | --------- | -------------------------------------------------------------- | ------------- |
| مملكة سليمان (فيلم)          |                | شهريار بحراني               | إيران           | 2010          | 115 دقيقة | سيرة النبي سليمان                                              | [ 33 ]        |
| بلال (فيلم)                  |                | أيمن جمال                   | السعودية        | 2015          | 105 دقيقة | مُستوحى من سيرة حياة بلال بن رباح                               |               |
| الفيل الملك                  |                | هادي محمديان                | إيران           | 2017          | 90 دقيقة  | ابرهة، قصة أصحاب الفيل                                         |               |
| ملاذكرد (فيلم)               |                | بلال كاليونجو، وأوزغور بكار | تركيا           | 2020          |           | وقائع معركة ملاذكرد                                            | [ 34 ]        |
| الرسالة (فيلم)               |                | مصطفى العقاد                | المغرب ليبيا    | 1976          | 198 دقيقة | قصة الرسالة النبوية والإسلام                                   |               |
| 1001 اختراع وعالم ابن الهيثم |                | أحمد سالم                   | المملكة المتحدة | 2015          | 15 دقيقة  | إنجازات العصر الذهبي للإسلام.                                  |               |
| يوم في الحرم (فيلم)          |                | أبرار حسين                  | السعودية        | 2017          | 85 دقيقة  | المسجد الحرام،                                                 |               |
| محمد: خاتم الأنبياء (فيلم)   |                | ريتشارد ريتش                | السعودية        |               | 95 دقيقة  | بعثة محمّد حين أصبح نبيًا لدين الإسلام في مكة                    | [ 35 ]        |
| فتح 1453                     |                | فاروق آكصوي                 | تركيا           | 2012          | 156 دقيقة | "لَتُفْتَحَنَّ الْقُسْطَنْطِينِيَّةُ فَلَنِعْمَ الْأَمِيرُ أَمِيرُهَا وَلَنِعْمَ الْجَيْشُ ذَلِكَ الْجَيْشُ" |               |
| فيلم خالد بن الوليد          |                | حسين صدقي                   | مصر             | 1958          | 142 دقيقة | قصة خالد بن الوليد سيف الله المسلول                            |               |
| فجر الإسلام (فيلم)           |                | صلاح أبو سيف                | مصر             | 1971          | 2:03:50   |                                                                |               |
| محمد رسول الله (فيلم 2015)   |                | مجيد مجيدي                  | إيران           | 2015          | 171 دقيقة | محمد رسول الله                                                 | [ 36 ]        |
| سيدة الجنة (فيلم)            |                | جون ستيفنسون                | المملكة المتحدة | 2021          | 139 دقيقة | سيرة حياة السيدة فاطمة الزهراء بنت النبي محمد وحادثة كسر الضلع | [ 37 ] [ 38 ] |

## رسوم متحركة
مسلسلات متحركة
- حبيب الله (مسلسل)
- علماء المسلمين
- الامثال في القران
- الامام البخاري
- آية ودعاء
- قصص الكهف
- قصص الآيات في القرآن (مسلسل)
- رجال حول الرسول (مسلسل)
- سليمان الحكيم (مسلسل)
- يوسف الصديق
- قصص الحيوان في القرآن
- قصص النساء في القرآن
- قصص الإنسان في القرآن
- من قصص الصالحين (مسلسل)
- من قصص التابعين (مسلسل)
- قصص العجائب في القرآن (مسلسل)
- نوح عليه السلام (مسلسل)
- آدم عليه السلام (مسلسل)
- من قصص الأنبياء بالصلصال (مسلسل)
- بن بطوطة (مسلسل)
- كليم الله (مسلسل)
- خليل الله (مسلسل)

أفلام متحركة
- محمد: خاتم الأنبياء (فيلم)
- الجرة حكاية من الشرق (فيلم)
- رحلة الخلود (فيلم)

## تجسيد الأنبياء
تميل الأفلام والمسلسلات الإيرانية الدينية إلى تصوير «تجسيد» الأنبياء المسلمين، وهو ما قد لا يكون مقبولاً لدى معظم المسلمين.